# Ready (Ella Mai)
Ready è il terzo EP della cantante britannica Ella Mai, pubblicato il 22 febbraio 2017 dalle etichette discografiche 10 Summers  e Interscope Records. 
Interamente prodotto dal proprietario dell'etichetta Mustard, il progetto è composto da sei tracce, tra cui Boo'd Up, che nel febbraio è stato pubblicato come singolo ufficiale per le radio statunitensi. Ha registrato un forte successo commerciale, raggiungendo la quinta posizione della classifica statunitense e venendo in seguito certificato sette volte disco di platino.

## Tracce
Download digitale
1. Boo'd Up – 4:16 (Joelle James, Larrance Dopson, Dijon McFarlane, Ella Mai)
2. Breakfast in Bed – 3:57 (Dijon McFarlane, Lewis Hughes, Samuel Roman, Ella Mai, Te White Warbrick, Nicholas Audino)
3. Nobody Else – 3:00 (Dijon McFarlane, G. Chambers, Willie Tafa, Dave Hall, Nichole Gilbert, Ella Mai)
4. My Way – 3:11 (James Royo, Ella Mai, Samuel Jean, Dijon McFarlane)
5. Makes Me Wonder – 3:30 (Te White Warbrick, Ella Mai, Samuel Roman, Dijon McFarlane, Charles Hinshaw, Jr., Nicholas Audino, Lewis Hughes)
6. Anymore – 3:55 (Ella Mai, Jameel Roberts, Talay Riley, Ronald Colson, Dijon McFarlane)

## Classifiche

### Classifiche settimanali
| Classifica (2018) | Posizione massima |
| ----------------- | ----------------- |
| Canada            | 86                |
| Stati Uniti       | 29                |

### Classifiche annuali
| Classifica (2018) | Posizione massima |
| ----------------- | ----------------- |
| Stati Uniti       | 174               |